# فصل مرطوب

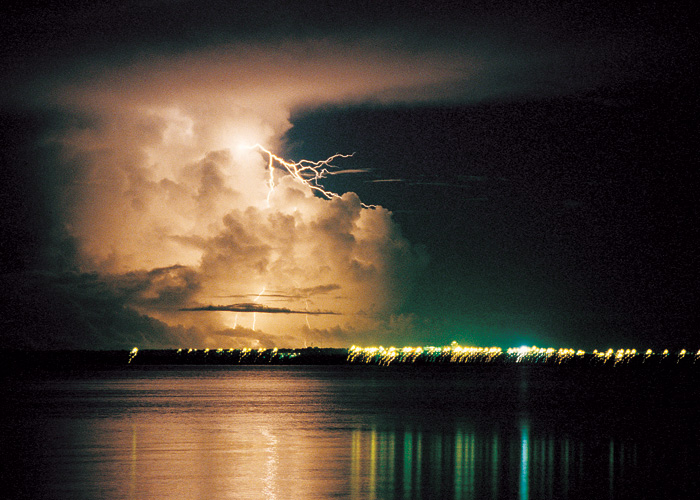
طوفان فصل مرطوب شبانه در داروین، استرالیا.

فصل مرطوب یا فصل بارانی به زمانی از سال می‌گویند که بیشتر میانگین بارندگی سالانه در آن زمان روی می‌دهد. این زمان معمولاً یک یا دو ماه به درازا می‌کشد. اصطلاح فصل سبز نیز گاهی به عنوان واژه‌گزینی خوشایند به وسیلهٔ مسئولان گردشگری منطقه به کار می‌رود. ناحیه‌های دارای فصل مرطوب در منطقه‌های گرمسیری و نیمه‌گرمسیری پراکنده هستند. طبق تعریف طبقه‌بندی اقلیمی کوپن برای اقلیم‌های گرمسیری، فصل مرطوب به ماهی می‌گویند که میانگین بارش آن ۶۰ میلیمتر یا بیشتر باشد. برخلاف اقلیم ساوان و موسمی، اقلیم مدیترانه‌ای دارای زمستان‌های مرطوب و تابستان‌های خشک است. اقلیم جنگل‌های بارانی بدون فصل خشک و مرطوب است، زیرا میزان بارندگی آنها در تمامی طول سال به یک اندازه است. برخی ناحیه‌هایی که دارای فصل‌های بارانی مهمی هستند در خلال فصل بارانی دچار یک وقفه رطوبت می‌شوند که این امر به این دلیل پیش می‌آید که منطقه همگرایی درون‌گرمسیری در میانهٔ فصل گرم به سوی قطب حرکت می‌کند. هنگامی که فصل مرطوب در خلال یک فصل گرم یا تابستان روی می‌دهد معمولاً بارش عمدتاً در اواخر بعدازظهر یا سرشب رخ می‌دهد. فصل مرطوب باعث می‌شود که کیفیت هوا و آب شیرین بهتر شده و رشد گیاهان به طور قابل توجهی افزایش یابد و همین شرایط در اواخر فصل به تولید محصول کشاورزی کمک
می‌کند. همچنین سیل‌ها باعث می‌شوند که رودخانه‌ها از ساحل خود سرریز شده و حیوانات به زمین‌های بلندتر پناه ببرند. مواد غذایی خاک کاهش یافته و فرسایش خاک افزایش پیدا می‌کند. از آن جایی که فصل بارانی همراه با افزایش دما است، شیوع مالاریا نیز در منطقه افزایش پیدا می‌کند. حیوانات منطقه خود را با چنین شرایط مرطوبی سازگار کرده‌اند و راهبردهایی برای زنده ماند در این شرایط دارند. اغلب در فصل مرطوب کمبود غذا وجود دارد، زیرا در فصل خشک پیش از آن غذای کمی تولید شده است و در فصل مرطوب محصولات کشاورزی هنوز آمادهٔ بهره‌برداری نشده‌اند.

## ویژگی‌های بارندگی

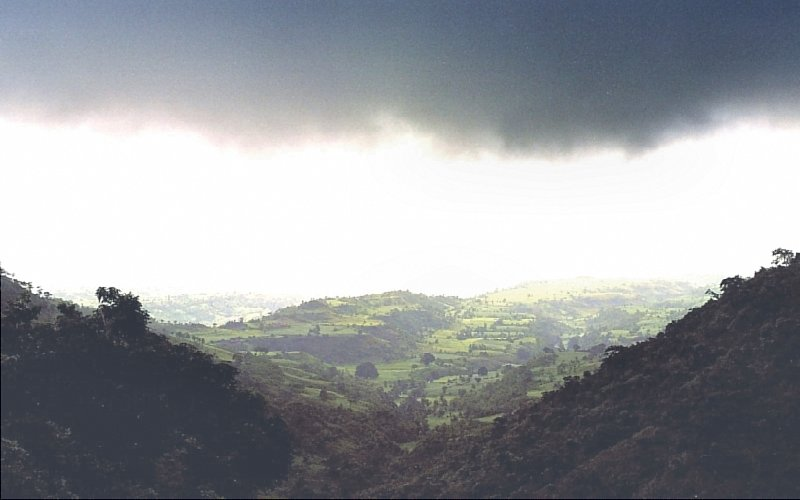
فصل مرطوب در کوهستان‌های ویندهیا در مرکز هند.

در مناطقی که بارندگی سنگین همراه با باد است، فصل مرطوب فصل موسمی نام دارد. در فصل مرطوب اقلیم ساوان و اقلیم موسمی گرمای روز و توده هوای مرطوب از پیش موجود در طول روز منجر به فعالیت طوفان تندری می‌شود و به خاطر همین بارندگی در فصل مرطوب اغلب در اواخر بعدازظهر یا سرشب روی می‌دهد. این سازوکار همچنین موجب می‌شود که بیشتر بارندگی روزانه در چند دقیقهٔ نخست بارندگی و به صورت رگبار ببارد، پیش از این که طوفان به مرحلهٔ پوشنی برسد.
بیشتر مناطق دارای فصل مرطوب از یک فصل مرطوب برخوردارند، ولی منطقه‌های گرمسیری ای نیز وجود دارند که ممکن است دو فصل مرطوب را تجربه کنند.
در مورد اقلیم مدیترانه‌ای وضعیت تفاوت دارد. در غرب ایالات متحده در فصل سرد از سپتامبر تا اواخر مه چرخندهای فراگرمسیری به دلیل حرکت جریان جتی، از اقیانوس آرام به سوی جنوب به درون خشکی حرکت می‌کنند. این تغییر در جریان جتی بیشتر بارش سالانهٔ منطقه را با خود به همراه می‌آورد و همچنین شرایط را برای باران‌های سنگین و سیستم کم فشار نیرومند پدیدمی‌آورد. شبه جزیرهٔ ایتالیا از این لحاظ شباهت بسیاری به غرب ایالات متحده دارد.